# Средняя Погулянка
Средняя Погулянка (латыш. Viduspoguļanka, латг. Vydsguļāni ) — микрорайон Даугавпилса. Находится в северо-западной части города. Граничит с микрорайонами Межциемс (на северо-западе), Визбули (на западе), Эзермала (на юге) и Старый Форштадт (на востоке), а также Ликсненской волостью Даугавпилсского края (на севере).